# Кройдон (Нью-Гемпшир)
Кройдон (англ. Croydon) — місто (англ. town) в США, в окрузі Салліван штату Нью-Гемпшир. Населення — 801 особа (2020).

## Демографія
Згідно з переписом 2010 року, у місті мешкали 764 особи в 324 домогосподарствах у складі 227 родин. Було 396 помешкань
Расовий склад населення:
| - 95,7 % — білих - 0,7 % — корінних американців - 0,5 % — чорних або афроамериканців - 0,5 % — азіатів |

До двох чи більше рас належало 2,4 %. Частка іспаномовних становила 0,7 % від усіх жителів.
За віковим діапазоном населення розподілялося таким чином: 16,0 % — особи молодші 18 років, 68,2 % — особи у віці 18—64 років, 15,8 % — особи у віці 65 років та старші. Медіана віку мешканця становила 48,0 року. На 100 осіб жіночої статі у місті припадало 100,0 чоловіків;  на 100 жінок у віці від 18 років та старших — 103,2 чоловіків також старших 18 років.
Середній дохід на одне домашнє господарство  становив 92 266 доларів США (медіана — 74 063), а середній дохід на одну сім'ю — 91 645 доларів (медіана — 81 250). Медіана доходів становила 51 250 доларів для чоловіків та 31 576 доларів для жінок. За межею бідності перебувало 2,2 % осіб, у тому числі 0,0 % дітей у віці до 18 років та 0,8 % осіб у віці 65 років та старших.
Цивільне працевлаштоване населення становило 496 осіб. Основні галузі зайнятості: освіта, охорона здоров'я та соціальна допомога — 19,8 %, мистецтво, розваги та відпочинок — 16,7 %, виробництво — 15,1 %.